# Åsa Marnell
Åsa Marnell, född 16 juni 1972, är en svensk arkeolog, museichef och engagerade sig i olika roller för Miljöpartiet de gröna.

## Biografi
Åsa Marnell är utbildad arkeolog och arbetat som arkeolog vid Stockholms läns museum. Sedan 2004 har hon jobbat i olika ledningsroller på svenska museer. Mellan 2004 och 2011 var hon chef för utställningsenheten på Livrustkammaren. Mellan 2012 och 2014 var hon enhetschef för samlingarna för Livrustkammaren, Skoklosters slott med stiftelsen Hallwylska museet. På Riksantikvarieämbetet var hon verksam som chef för enheten för kulturmiljöintegrering mellan 2014 och 2015. Därefter jobbade hon som avdelningschef för samlingar & utställningar på Tekniska fram till 2019. Sedan december 2022 är hon museichef på Historiska museet i Stockholm.
Hon har också engagerat sig i olika museirelaterade branschorganisationer. Sedan december 2024 är hon adjungerad ledamot i svenska ICOM:s styrelse. Innan satt hon i styrelsen för Forum för utställare och var revisor för Föreningen för pedagogisk utveckling i Svenska museer (FUISM).
I hennes museikarriär har fokuset legat på museernas roll för demokratisk samhällsutveckling och utveckling av museer som besöksmål.

### Politisk karriär
Hon har också haft olika befattningar i politiken för Miljöpartiet de gröna. Från år 2011 har Åsa Marnell suttit som ordinarie ledamot i Kulturnämnden i Nacka. 2013 blev hon språkrör för Miljöpartiet de gröna i Nacka. Hon har ingått i en arbetsgrupp för att utforma partiets kulturpolitik på nationell nivå. 2019 blev hon partiets kanslichef, en funktion som hon innehaft fram till hon tillträdde som museichef på Historiska museet.